# Sent Pèir de Lengon
Sent Pèir de Mons (en francès Saint-Pierre-de-Mons) és un municipi francès situat al departament de la Gironda i a la regió de la Nova Aquitània.

## Demografia
| 1962                                       | 1968 | 1975 | 1982 | 1990 | 1999 | 2007  |
| ------------------------------------------ | ---- | ---- | ---- | ---- | ---- | ----- |
| 606                                        | 636  | 585  | 712  | 799  | 813  | 1.032 |
| Des de 1962: població sense dobles comptes |      |      |      |      |      |       |

## Administració
| Període | Identitat       | Partit |
| ------- | --------------- | ------ |
| 2001-   | Patrick Labayle | PS     |